# World Youth Alliance
World Youth Alliance, (WYA) – międzynarodowa pozarządowa, młodzieżowa organizacja non-profit, zajmująca się promocją godności człowieka na płaszczyźnie międzynarodowej i lokalnej. Podejmuje działania na rzecz budowania solidarności między krajami rozwiniętymi i rozwijającymi się. Organizacja World Youth Alliance została założona wiosną 1999 roku podczas organizowanej przez ONZ Międzynarodowej Konferencji na rzecz Populacji i Rozwoju (ICPD+5).
Na konferencji, która w założeniu miała być forum dyskusji na temat potrzeb wszystkich ludzi, podstawowe potrzeby takie jak dostęp do czystej wody, odpowiednich warunków sanitarnych, wyżywienia, edukacji, opieki zdrowotnej i zatrudnienia zostały pominięte. 21-letnia Anna Halpine obserwując przebieg obrad zauważyła, że wiele tematów omawianych było zbyt wąsko w porównaniu do ich znaczenia. Wraz z innymi młodymi uczestnikami konferencji, którzy podzielili jej opinie, rozdała ulotki, które wzywały delegatów do dyskusji nad najbardziej naglącymi potrzebami ludzi i nagminnie łamanymi prawami człowieka. Stanowisko to zostało odebrane z entuzjazmem przez wiele delegacji. Anna Halpine została poproszona przez delegatów o stałą obecność w Organizacji Narodów Zjednoczonych oraz współpracę z młodymi ludźmi z ich krajów. Konieczność wyrażenia silnego i przemyślanego stanowiska przez młodych ludzi doprowadziła do powstania World Youth Alliance. 
WYA uznaje, że godność człowieka jest niepodważalną wartością oraz podstawą praw człowieka. Godność człowieka jest niezależna od warunków i okoliczności w jakich osoba ludzka się znajduje, z tego powodu godności nie można nadać ani odebrać używając instrumentów prawa. Karta World Youth Alliance uznaje, iż społeczeństwo może prawdziwie się rozwijać „jedynie w kulturze, która sprzyja integralnemu rozwojowi człowieka, który charakteryzuje się fizycznym, duchowym, umysłowym i emocjonalnym wzrastaniem w klimacie szacunku dla osoby ludzkiej i rodziny”.

## Oddziały Regionalne
Siedziba
World Youth Alliance: 228 East 71st Street New York, NY 10021 USA
Afryka
World Youth Alliance Africa P.O. Box 24021, 00100 Nairobi, Kenya
Azja-Pacifik
World Youth Alliance Asia Pacific 11 JP Laurel Street, Xavier Ville, Loyola Heights Quezon City 1108 Filipiny
Europa
World Youth Alliance Europe Rue Belliard 23A, bte 6 B-1040 Bruksela, Belgia
Ameryka Łacińska
World Youth Alliance Latin America Insurgentes Sur 950 * 1er. Piso Col. Del Valle * C.P.03100 Mexico D.F. *
Ameryka Północna
World Youth Alliance North America 228 East 71st Street New York, NY 10021 USA